# Děkov
Děkov (en allemand : Dekau) est une commune du district de Rakovník, dans la région de Bohême-Centrale, en République tchèque. Sa population s'élevait à 209 habitants en 2020.

## Géographie
Děkov se trouve à 10 km à l'est de Kryry, à 16 km au nord-ouest de Rakovník et à 64 km à l'ouest-nord-ouest de Prague.
La commune est limitée par Blšany et Měcholupy au nord, par Svojetín à l'est, par Kolešovice au sud-est, et par Hořovičky au sud et à l'ouest.

## Histoire
La première mention écrite de la localité date de 1325.

## Administration
La commune se compose de deux quartiers :
- Děkov
- Nová Ves
- Vlkov

## Transports
Par la route, Děkov se trouve à 13 km de Jesenice, à 19 km de Rakovník et à 70 km de Prague.